# Шведский тупик
Шве́дский тупи́к — улица в центре Москвы. Расположена между Леонтьевским переулком и Тверским бульваром. Справа примыкает Малый Гнездниковский переулок.

## Происхождение названия
Назван в XIX веке по находившемуся здесь в XVIII веке шведско-норвежскому подворью.

## История
На месте тупика в 1618—1874 годах с перерывами на русско-шведские войны находилось шведское подворье. В 1892 году на средства купца А. С. Капцова в начале тупика было построено городское училище, которое в память о подворье было оформлено в стиле скандинавской архитектуры. Первоначально тупик упирался в участок, на котором стоял дом московского обер-полицмейстера. После постройки на его месте в 1973 году нового здания МХАТа тупик получил выход на Тверской бульвар.

## Примечательные здания и сооружения

### По нечётной стороне
- № 3 — дом ФГБУ «Управление по эксплуатации жилого фонда» Управления делами президента РФ. Один из самых дорогих домов Москвы, в котором живёт ряд министров правительства России и крупных бизнесменов, в том числе Геннадий Тимченко, бывший министр финансов Алексей Кудрин, президент ВТБ Андрей Костин[3][4], директор госкорпорации «Ростех» Сергей Чемезов, президент «Транснефти» Николай Токарев, исполнительный директор «Роснефти», ранее заместитель председателя правительства РФ Игорь Сечин, руководитель аппарата правительства РФ Сергей Приходько.

### По чётной стороне
- № 2/19 — Гимназия № 1520 им. Капцовых (1892, архитектор Д. Н. Чичагов; 1896, архитектор М. К. Геппенер).